# 三浦貴大
三浦貴大（日语：／ Miura Takahiro，1985年11月10日—），日本東京都出身的演員。所屬經紀公司為ANORÉ INC。順天堂大學體育與健康科學畢業。

## 經歷
1985年，三浦貴大生於東京都港區的山王醫院，他是著名演員三浦友和與著名歌手和演員山口百惠的幼子，他曾在成城学園中学校和成城学園高等学校學生時代為游泳社的成員。順天堂大学時期為救生員社的成員，並取得救生員的資格。曾獲得全日本學生救生員校際錦標賽的男子海泳接力賽第七名及學生心肺復甦術錦標賽第三名。
大學畢業後，在父親的引介下踏上演員的道路，並在2010年上映的電影『RAILWAYS 在49歲成為電車司機男子的故事』裡嘎上一角（拍攝時間為2009年的夏天），並因同作獲得第34屆日本電影金像獎最佳新人奬及第35回報知電影獎最佳新人奬。

## 人物
父親為知名男演員三浦友和，母親為著名日本歌影視明星山口百惠。哥哥為作曲家、演員三浦祐太朗。

## 影視作品

### 電影
- 49歲的電車夢（2010年5月29日） - 飾 宮田大吾
- 花戀物語：新世紀佳人（2010年6月12日 - 飾 宮澤侘助
- 宇宙戰艦大和號（2010年12月1日）- 飾 古屋
- 学校をつくろう（2011年2月19日）- 飾 相馬永胤
- BADBOYS（2011年3月26日）- 飾 野村豊
- 忍者亂太郎真人版（2011年7月23日）- 飾 土井半助
- 乱反射（2011年8月6日） - 飾 塚原航大
- 極速先鋒3D（2011年12月23日 中日合拍）- 飾 竹也天明
- 麒麟之翼～劇場版•新參者～（2012年1月28日）- 飾 八島冬樹
- 東京花花公子俱樂部（2012年2月4日） - 飾 梅造
- SPEC～天～（2012年4月7日）- 飾 宮野珠紀
- 我的母親日記（2012年4月28日）- 飾 瀨川
- 只為了你（2012年8月25日）- 飾 大浦卓也
- BUNGO〜ささやかな欲望〜 「幸福の彼方」（2012年9月29日）- 飾 村井信一
- 不中用的我仰望天空（2012年11月17日）- 飾 田岡良文
- 大奧：永遠（2012年12月22日）- 飾 淺沼
- 愛在櫻花紛飛時（2012年）- 飾 森工
- 壞孩子的天空：再會之時（2013年）- 飾 マサル（主演）
- SPEC～結～漸之篇（2013年）- 飾 宮野珠紀
- SPEC～結～爻之篇（2013年）- 飾 宮野珠紀
- 大和殺無赦（2013年）- 飾 堀田卯之助
- 永遠的0（2013年）- 飾 武田貴則
- 我的男人（2014年）- 飾 大輔
- 小森林–夏・秋篇（2014年）- 飾 祐太
- 太陽坐落之處（2014年） - 飾 島津謙太
- 小森林–冬・春篇（2015年）- 飾 祐太
- 裁縫師的美麗人生（2015年）- 飾 藤井
- Samulife（2015年）- 飾 中岡
- 愛的成人式（2015年）- 飾 海藤
- 播種的旅人：傳說的故鄉（2015年）- 飾 豐島渉
- 母親之木（2015年）- 飾 田村二郎
- 愛失格（2015年）- 飾 貫一
- 進擊的巨人（2015年）- 飾 約翰·基爾休坦
- 進擊的巨人：世界終結（2015年）- 飾 約翰·基爾休坦
- 正宗哥吉拉（2016年）- 飾 記者
- 怒Anger（2016年）- 飾 北見壯介
- 甜心戰士：眼淚（2016年）- 飾 早見青兒
- 深淵而慄（2016年）- 飾 設樂篤
- 藍心狂想曲（2017年）- 飾 安男
- 櫻花下我記得（2017年）
- 東京夜空最深的藍（2017年）- 飾 牧田
- 追憶（2017年）- 飾 佐中隆
- 今天開始世界屬於你（2017年）- 飾 矢部遼太郎
- STAR SAND-星砂物語- （2017年） - 飾 岩淵一
- 陪你走下去（2018年）- 飾 荒木大和
- 四月最長的夢（2018年）- 飾 志熊藤太郎
- 陪睡大人（2018年）- 飾 松平定信
- 三次元女友真人電影（2018年）- 飾 間淵慎吾
- 栞（2018年）- 飾 高野雅哉
- Dance with Me（2019年）- 飾 村上涼介
- 猛鬼大師收工沒?（2019年）- 飾 黑澤明
- 初戀（2019年）- 飾 ヤス
- 犧牲（2020年）- 飾 全
- 富有成果（2020年）
- 期望（2020年）
- 大米騷動（2021年）- 飾 松浦利夫
- 拔河之戀（2021年）- 飾 有馬武志
- 妖怪大戰爭 Guardians（2021年）- 飾 天狗
- 流浪的月（2022年）- 飾 湯村
- 王者天下2～遙遠大地～（2022年）- 飾 尾到
- 待在公車站到黎明（2022年）- 飾 大河原聰
- 到更超越的地方（2022年）- 飾 飯島慎太郎
- Winny（2023年）- 飾 壇俊光

### 電視劇
- 他、丈夫、男友們（2011年11月1日－12月20日，NHK）- 飾 岸正彰
- キルトの家（2012年1月28日－2月4日，NHK）- 飾 南空
- 命運之人 最終話（2012年3月18日，TBS）- 飾 照屋賢勇
- 偽証法廷（2012年4月4日，東京電視台）- 飾 右田敏勝
- クローバー（三葉草）（2012年4月13日－6月29日，東京電視台）- 飾 奈良友基
- 最終特快（2013年3月21日，NHK）- 飾 主演・南和彥
- 我的超人媽媽（2013年7月3日－9月11日，日本電視台） - 飾 砂川良祐
- 新・御宿かわせみ（2013年9月16日，時代劇專門頻道） - 飾 小林嶋次郎
- 白馬王子 純愛適齡期（2013年10月3日－12月26日，讀賣電視台）- 飾 小津晃太郎
- 名画喫茶IMAGICA BS 特選名画の人生座...第3代的奇蹟（2013年7月27日，IMAGICA BS） - 飾 主演・瀧田要一
- 歌謠曲的王者傳說 阿久悠を殺す（2013年12月22日，NHK BS Premium）
- 人質朗讀會（2014年3月8日，WOWOW） - 飾 江藤高廣
- 關於我的命運（2014年3月23日－4月20日，WOWOW） - 飾 冬木雅人
- 芙蓉之人~富士山頂的妻子~（2014年7月26日－9月6日，NHK） - 飾 野中清
- 報佳音~聖誕節的奇蹟~（2014年11月4日－12月23日，NHK BS Premium） - 飾 主演・大和俊介
- 戰艦大和的咖喱飯（2014年11月5日，NHK廣島） - 飾 長二
- NHK大河劇（NHK）
  - 花燃（2015年）- 飾 毛利元德
  - 韋馱天～東京奧運故事～（2019年）-飾 野田一雄
- 偵探的偵探（2015年7月9日－9月，富士電視台）- 飾 窪塚悠馬
- Friend-Ship Project　初戀▽Triangle～她為什麼在日本?～（2016年2月11日，東京電視台） - 飾 Ryo（田所遼太郎）
- 蒙太奇三億元事件奇譚（2016年6月25日・26日，富士電視台） - 飾 澤田慎之介（青年期：1968年）
- ON 異常犯罪搜查官·藤堂比奈子 第1話（2016年7月12日，關西電視台・富士電視台系） - 飾 大友翔
- CROW'S BLOOD（2016年7月23日－8月27日，Hulu）- 飾 澤田武
- 瀨戶内少年野球團（2016年9月17日，朝日電視台） - 飾 中井正夫
- Doctor-Y～外科醫·加地秀樹～（2016年12月16日，朝日電視台） - 飾 岬健太
- 幸福的記憶（2017年1月8日，MBS・TBS）- 飾 吉岡幸起
- 感情8號線 第2・4-6話（2017年1月22日・2月5日－19日，富士電視台TWO） - 飾 小山貴志
- 錢形警部（2017年2月10日，日本電視台） - 飾 國木田晉太郎
  - 前形警部 漆黒的犯罪簿（2017年2月19日 - 3月12日，WOWOW）
- 偵探·日暮旅人 第4話（2017年2月12日，日本電視台） - 飾 川村祐介
- 警部補・碓冰弘一〜殺人練習曲〜」（2017年4月9日，朝日電視台） - 飾 梨田洋太郎
- 反轉（2017年4月14日－6月16日，TBS）- 飾 村井隆明
- 記憶（2018年3月21日－6月6日，富士電視台NEXT / J:COM） - 飾 片桐直人
- 正義之凜 第3話（2018年4月25日，日本電視台） - 飾 鈴木正夫
- 高嶺之花（2018年7月11日－9月12日，日本電視台） - 飾 吉池拓真
- 雨の首ふり坂（2018年7月21日，CS時代劇專門頻道） - 飾 橋羽の万次郎
- 亂反射（2018年9月22日，名古屋電視台） - 飾 久米川治昭
- 在神酒診所乾杯（2019年1月12日－3月30日，BS東視）- 飾 主演・九十九勝己
- TWO WEEKS（2019年7月16日－9月17日，關西電視台・富士電視台系） - 飾 有馬海忠 役
- 獨自一人露營睡覺（2019年10月19日－12月28日，東京電視台）- 飾 奇數話主演・大木健人
- 死役所 第3話（2019年10月17日－12月19日，TBS）- 飾 阪浦真澄
- 教場（富士電視台） - 飾 浦美慶介
  - 教場 後編（2020年1月5日）
  - 教場II 後編（2021年1月4日）
- 在非黑非白的世界，熊貓笑了。（2020年） - 飾 鹿野博史
- NHK晨間劇（NHK）
  - 歡呼（2020年）- 飾 田中隆
- 新・信濃的哥倫布 系列（東京電視台） - 飾 岡部和雄
  - 内田康夫懸疑 新・信濃的哥倫布 追分殺人事件（2020年6月8日）
  - 内田康夫懸疑 新・信濃的哥倫布２ 北國街道殺人事件（2021年8月23日）
- 三坪房間的鋼琴師 第1話・第4話（2021年2月6日・27日，NHK大阪） - 飾 大友啓介
- 徬徨之刃（2021年5月15日－6月26日，WOWOW）- 飾 織部孝史
- 演員短片2「理解的體力」（2022年2月6日，WOWOW） - 飾 主演・YUMI
- STAR頻道 原創劇企劃「五首詩歌」EPISODE 01『空を読む』（2022年7月7日，STAR頻道EX / 8月13日，BS10 STAR頻道）- 飾 高槻泰輔
- 夏洛克的孩子們（2022年10月9日－11月6日，WOWOW） - 飾 竹本直樹
- Elpis-希望或是災難-（2022年10月24日－12月26日，富士電視台）- 飾 瀧川雄大
- Get Ready! 第2話（2023年1月15日，TBS）- 飾 坊城康之
- CODE-願望的代價-（2023年7月2日－9月3日，日本電視台）- 飾 百田優
- 東京貧困女子（2023年11月17日－12月22日，WOWOW）- 飾 﨑田祐二
- 95（2024年4月8日－6月10日，東京電視台）- 飾 牧野博利
- 演繹屋Re:act（2024年5月24日－7月5日，WOWOW）- 飾 長田顯一
- 請一定要比我更不幸 第6話 - （2024年8月21日－，日本電視台） - 飾 片岡春希
- Shrink～精神科醫生弱井～（2024年8月31日－9月14日，NHK綜合・NHK BS Premium 4K） - 飾 松野裕樹
- 遺產偵探（2025年1月25日－3月29日，日本電視台）- 飾 羽毛田香
- 法庭之龍 第3話（2025年1月31日，東京電視台）- 飾 松篠幸彥
- 風之福島 第8話（2025年3月1日，東京電視台）- 飾 主演・下山田修平
- DOCTOR PRICE（2025年7月6日－，日本電視台）- 飾 石上道德

### 網路劇
- 假面騎士BLACK SUN（2022年） - 飾演 Birugenia(古代甲冑魚怪人)

### 電視節目
- 荒川強啓 デイ・キャッチ!（2011年12月12日 - 16日、TBS電視台） - 「ヘルスマネージング」コーナーゲスト（健康管理園地）

## 廣告代言
- 大正製藥 力保美達（2010年 - ） [2]
  - （2010年4月1日、桟道 篇）
  - （2010年6月1日、フォール・クライミング 篇）
  - （2010年7月30日、丸太渡し 篇）
  - （2010年7月30日、キャッスルタワー 篇）
  - （2011年1月11日、トレイルランニング 篇）
  - （2011年5月1日、アイビーハンギング 篇）
  - （2011年10月14日、ロック・アドベンチャー 篇）
  - （2011年12月8日、スレッジアドベンチャー 篇）
  - （2012年4月9日、スプリング・ジャンプ 篇）
  - （2012年6月13日、サマー・クライミング 篇）
- 霧島酒造 黒霧島焼酎（2011年 - ）
  - （2011年6月16日、ロックのつくり方 篇 / ロックの待ち時間 篇 / 本格的に飲もう 篇 / だれやめとは 篇 / 男だったら本格派 篇 / とにかく楽しいお酒 篇 / やさしい焼酎 篇 / リセット効果 篇）

## 外部連結
- 所属事務所アノレホームページ内プロフィール（页面存档备份，存于）
- 三浦貴大的X（前Twitter）（日語）
- 三浦貴大的Instagram帳戶